# Abies chensiensis var. salouenensis
Abies chensiensis var. salouenensis (Bordères & Gaussen) Silba, è una varietà di A. chensiensis appartenente alla famiglia delle Pinaceae, endemica dell'ovest dello Yunnan e del sud-est dello Xizang in Cina, e dell'Arunachal Pradesh in India. Il nome comune in inglese (Salween Fir) fa riferimento al fiume Saluen il cui bacino idrografico coincide con l'areale di questo abete.

## Etimologia
Il nome generico Abies, utilizzato già dai latini, potrebbe, secondo un'interpretazione etimologica, derivare dalla parola greca ἄβιος = longevo. Il nome specifico chensiensis fa riferimento allo Shaanxi, provincia della Cina dove la specie venne descritta per la prima volta. L'epiteto salouenensis fa riferimento al fiume Saluen il cui bacino idrografico coincide con l'areale di questo abete.

## Descrizione
Questa varietà differisce da A. chensiensis per i coni femminili più piccoli (lunghi 4-7,5 cm) e per i canali resinali che, nelle foglie dei virgulti che ospitano i coni, sono marginali.

## Distribuzione e habitat
Cresce in alta montagna a quote comprese tra 2100 e 3500 m, su litosuoli montani o podzolici, in foreste miste, alle altitudini elevate con Abies fargesii var. sutchuensis, Tsuga chinensis, Larix potaninii e specie del genere Picea; a quote meno elevate si accompagna con specie del genere Betula. Il clima dell'areale è freddo e umido, con precipitazioni annue comprese tra 1000 e 2000 mm.

## Tassonomia
Non si è ancora risolta completamente la classificazione di questo taxon: per esempio in Flora of China viene ancora identificato come Abies ernestii var. salouenensis (Bordères & Gaussen) W.C.Cheng & L.K.Fu. In realtà è una interpretazione minoritaria e datata in quanto recenti studi filogenetici hanno stabilito che i taxon classificati come A. ernestii costituiscono dal punto di vista genetico delle varietà di A. chensiensis, in accordo con l'ipotesi della differenziazione parziale genetica di alcune popolazioni di questa specie dopo la fine dell'ultima era glaciale, a causa del loro isolamento a quote più elevate, con conseguente frammentazione dell'areale.

### Sinonimi
Sono riportati i seguenti sinonimi:
- Abies chensiensis subsp. salouenensis (Bordères & Gaussen)  Rushforth
- Abies ernestii var. salouenensis(Bordères & Gaussen) W.C.Cheng & L.K.Fu
- Abies recurvata var. salouenensis(Bordères & Gaussen) C.T.Kuan
- Abies salouenensis Bordères & Gaussen

## Conservazione
Questa varietà è stata sottoposta in passato ad una notevole pressione economica per l'utilizzo del suo legno in edilizia, con conseguente riduzione della popolazione e dell'areale, che tuttavia permangono ancora estesi; le recenti leggi conservative promulgate dal governo cinese hanno fatto cessare la deforestazione. Per questi motivi viene classificata come specie a rischio minimo (least concern in inglese) nella Lista rossa IUCN.